# Gibraltarbadje
Het Gibraltarbadje is een openbaar pierenbadje in Amsterdam-West. Het maakt onderdeel uit van het gemeentelijk monument Keesmanblokken.

## Bad
Het is gelegen op de plaats waar de Gibraltarstraat de Keesmanblokken raakt tussen Kijkduinstraat en Solebaystraat. Het ontwerp voor de badgelegenheid van 29 bij 17 meter is van architect en stedenbouwkundige Ko Mulder (v), destijds in dienst bij de Dienst der Publieke Werken. Ze zou samen met architect Aldo van Eyck talloze speelplaatsen in Amsterdam ontwerpen om de Amsterdamse jeugd uit de woningen te halen en houden. Dit badje werd niet met van Eyck ingericht maar met architect Cornelis Keesman van de woonblokken; het mist dan ook de van Van Eyck bekende schijven in de waterpartij. Het badje kwam op de plaats waar scholen gepland waren, maar de Tweede Wereldoorlog zorgde voor afstel. Het badje sluit aan op de middelste van de drie Keesmanblokken, die in tegenstelling tot de andere twee kaarsrecht is gebouwd. De waterpartij is ten opzichte van de symmetrisch aangelegde Keesmanblokken juist asymmetrisch aangelegd ten opzichte van de woningen. Mulder was bekend vanwege speelplaatsen die zodanig tegenover flats waren neergelegd zodat de ouders de kinderen vanaf de balkons in de gaten konden houden; door de plaatsing van het badje hier op de kop van de flat is dat hier niet mogelijk. Het badje werd in zomer 1952 geopend. De filterinstallatie, EHBO-post en toiletten werden later geplaatst in het voormalige ketelhuis van de flats. 

## Beelden
Het bad wordt omringd door drie beelden, waarvan een klassiek en twee moderne. Het klassieke bronzen beeld stamt uit 1950 en is gemaakt door beeldhouwer Gerrit Bolhuis, hij noemde het een fonteinbeeld. Het stelt een vrouw met kruik voor. Bolhuis maakte er ook een voor Groningen in steen. De Amsterdamse is aan de zuidzijde geplaatst, maar niet in het midden, zodat ook hier geen symmetrie wordt bereikt. Ze laat het water vloeien in een opvangbekken (overloopschelp) van sierbeton, vanwaar het in bad moet insijpelen. Aan de westzijde van het bad zijn twee plateaus geplaatst die jarenlang leegstonden, maar tijdens een opknapbeurt zijn voorzien van een zeeleeuw met bal en een octopus (met glijbaantje), beide knalblauw, passend bij de blauwe tegels van het bad. 

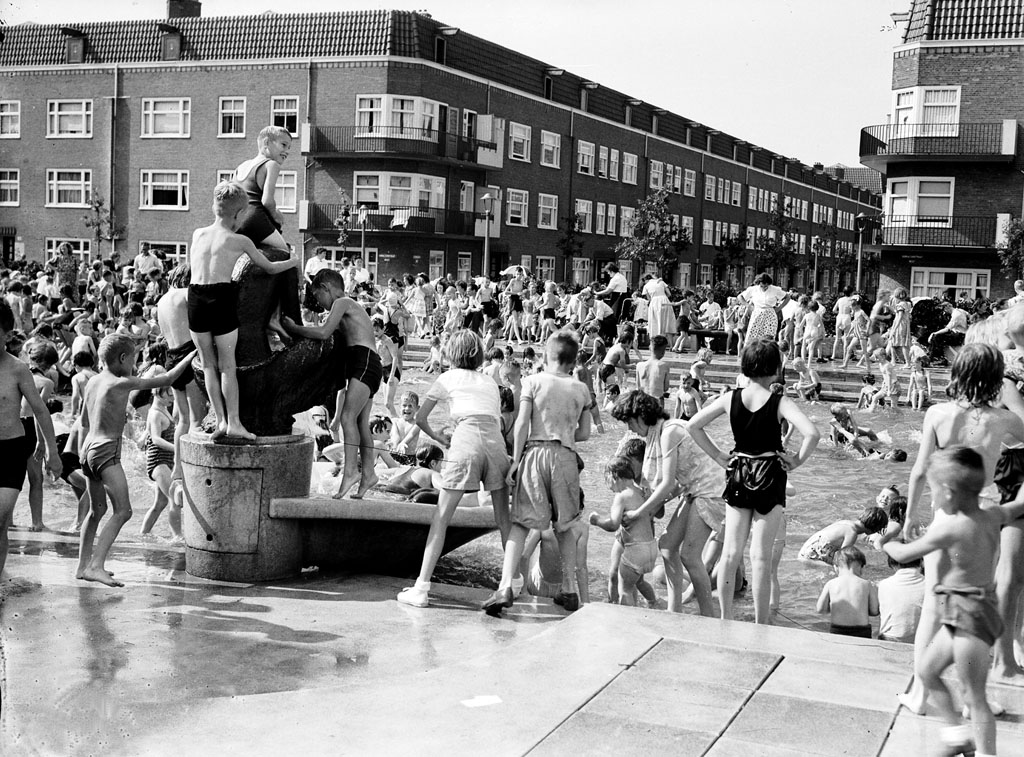
Gibraltarbadje in 1953

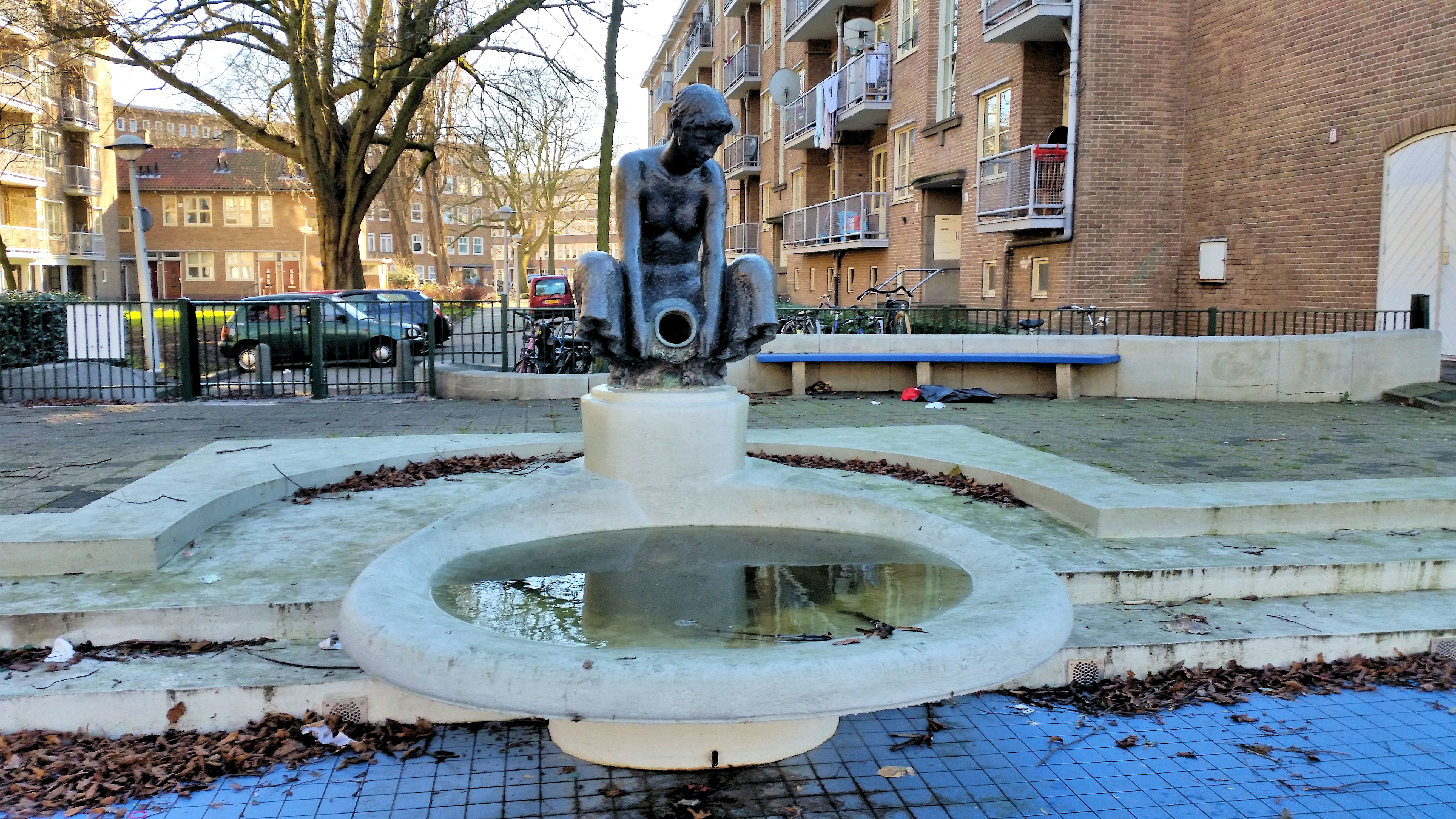
Vrouw met kruik (februari 2019)